# Мартін Генріх Клапрот
Мартін Генріх Клапрот (нім. Martin Heinrich Klaproth; * 1 грудня 1743, Верніґероде — †1 січня 1817, Берлін) — німецький хімік, першовідкривач трьох хімічних елементів: цирконію, урану та титану. Батько сходознавця Юліуса Клапрота.

## Біографія
Велику частину життя був аптекарем. Працював в Кведлінбурзі, Ганновері, Данцигу, 1771 року перебрався в Берлін. Нарешті, 1787 року Клапрот був запрошений викладати хімію в артилерійську академію, а з утворенням Берлінського університету став 1810 року його професором.

## Наукова діяльність
Клапрот був в Німеччині авторитетним противником теорії флогістону, особливо відомий своїм аналізом мінералів, ретельність якого і дозволяла виявляти нові елементи (хоча отримати хоча б один з них в чистому вигляді Клапроту не вдалося). Першовідкривач явища поліморфізму: 1798 року він встановив, що мінерали кальцит та арагоніт мають однаковий хімічний склад — СаСО3.

## Твори
Основні роботи Клапрота, в цілому близько 200, зібрані ним самим до шеститомного зібрання «Beiträge zur chemischen Kenntnis der Mineralkörper» (Берлін, 1793-1815). Крім того, Клапрот склав «Хімічний словник» (нім. Chemisches Wörterbuch; 1807-1810).

## Дотичні факти
Ім'я Клапрота носить кратер на Місяці.